# Gary Rizzo
Gary Rizzo (31 de janeiro de 1972) é um sonoplasta estadunidense. Venceu o Oscar de melhor mixagem de som na edição de 2011 por Inception, ao lado de Lora Hirschberg e Ed Novick.